# Les Guineueres (Castellcir)
Les Guineueres és un paratge del terme municipal de Castellcir, a la comarca del Moianès.
És en el sector sud-oest del terme de Castellcir, al sud-est de la masia de la Vall i a prop i a llevant de la de la Vall Jussana, a tocar i al nord-oest de la Pinassa de la Vall Jussana i al sud-oest del Camp de la Bauma.